# СНС (компания)
Группа компаний «СНС» (SNS) — российский дистрибутор в сфере товаров народного потребления (FMCG). С 2001 года является единым дистрибутором British American Tobacco в России. Группа занимается также дистрибуцией энергетических напитков Tornado Energy, E-ON, безалкогольных коктейлей Fresh Bar и зажигалок торговой марки AMI. Штаб-квартира «СНС» находится в Москве. Летом 2011 года ГК «СНС» отказалась от дистрибуции продуктов Red Bull в пользу напитков производства GFD AG. С 2012 года «СНС» дистрибутирует энергетический напиток TORNADO Energy. В 2012 году на российский рынок выходит новый премиальный энергетический напиток на основе натурального сока — E-ON Energy drink, в 2013 году — линейка безалкогольных напитков Fresh Bar.

## История
Группа компаний «СНС» основана 25 марта 1992 года. На начальном этапе развития группа занималась продажей сигарет российских фабрик «Ява» и «Дукат». В 1993 году ассортимент реализуемой продукции был расширен за счет крупных мировых и отечественных брендов табачной продукции.
В 1997 году «СНС» положила начало развитию собственной филиальной сети.
С 2003 года «СНС» сотрудничала с ОАО «ВымпелКом», распространяя карты оплаты услуг сотовой связи. 1 мая 2008 года «СНС» получила статус единого дистрибутора карт экспресс-оплаты «Билайн» на территории России.
В 2007 году было подписано соглашение с компанией Red Bull. «СНС» получила статус единого дистрибутора полного ассортимента продукции Red Bull на территории России.
В 2011 году руководство «СНС» решило отказаться от дистрибуции продукции ОАО «ВымпелКом». В этом же году началась работа в новом направлении — дистрибуция зажигалок AMI. ГК «АМИ» и «СНС» создали совместное предприятие, деятельность которого охватывало производство зажигалок в Китае, таможенную очистку, доставку в Россию, масштабное развитие брендов AMI. Контрольный пакет акций предприятия купила «СНС»..
Летом 2011 года ГК «СНС» отказалась от дистрибуции продуктов Red Bull в пользу напитков производства GFD AG. С 2012 года «СНС» дистрибутирует энергетический напиток TORNADO Energy.
С 2020 году группа компаний «СНС» осваивает направление золотодобычи, открыв компанию SN Gold Mining. Компания осваивает юг Красноярского края и Забайкальский край, в 2021 году стал владельцем золотодобытчика АО «Артемовский рудник», которому принадлежало Лысогорское месторождение.

## Сотрудничество с British American Tobacco Russia
В 1997 году оптовые закупщики «Ява-Табак», контрольный пакет которой принадлежал BAT, были разделены на группы с целью выделения наиболее значимых партнеров «БАТ Россия». Привилегированная группа, получившая впоследствии название «московская пятерка», была обозначена кодом «А». В неё вошли «СНС», «ТЮСОМ», «Шаттл», «Юнэкт» и Savva Universal. В категории B оказались все остальные дилеры BAT. Представители категории A получили основные контракты на поставку сигаретной продукции, им были предоставлены более крупные скидки, чем дилерам категории B. Такое разделение способствовало стабилизации сбыта продукции BAT.
В 2001 году «московская пятерка» дистрибуторов BAT была реорганизована. Прямых контрактов с BAT были лишены «Юнэкт» и «Шатлл», обеспечивавшие в совокупности около 30 % сбыта продукции BAT в России.
В конце лета 2001 года «СНС» расторгает контракт с Liggett-Ducat. Далее «СНС», «Тюсом» и Savva Universal отказываются от работы с сигаретами других производителей, разослав своим партнерам официальные уведомления о завершении сотрудничества с благодарностью за совместную работу.
В январе 2002 года Savva Universal продала «СНС» и «Тюсом» права на выкупаемый у BAT объем сигарет, чтобы вернуть прежний ассортимент от разных производителей.
В 2000 году «СНС» и еще 11 крупнейших оптовиков, торгующих табачными изделиями, приняли участие в создании ассоциации «Гранд Табак». Цель ассоциации — выработка единой ценовой политики, борьба с демпингом, увеличение рентабельности продаж сигарет. На рынке существовала некоторая напряженность в отношениях между «московской пятеркой» и региональными игроками. Ассоциация «Гранд Табак» призвана была наладить их диалог, ведь среди учредителей числились и региональные сбытовые структуры. Полный список компаний-учредителей «Гранд Табак» выглядит следующим образом: «СНС», «Шаттл», «Юнэкт», «Тюсом», Savva Universal, «Мегаполис», «Бизнес-Табак» (все — Москва), «Тринит», «Меркус» (обе — Новосибирск), ЮНН (Нижний Новгород), «Аконта-Тула» (Тула).
В 2006 году руководство компании приняло решение о стратегическом объединении «СНС» и ГК «ТЮСОМ» в холдинг. Таким образом «СНС» стала единым дистрибутором British American Tobacco в России.
11 марта 2022 года British American Tobacco объявила об уходе с российского рынка и передаче своего бизнеса «СНС»Статья в «Коммерсантъ».

## Награды и достижения
29 мая 2007 года «СНС» получила премию «Глобальный дистрибутор года» в рамках конференции «Бритиш Американ Тобакко», проходившей в Лондоне. «СНС» была признана лучшим дистрибутором BAT в мире. По объемам продаж 2006 года «СНС» обошла мирового лидера 2005 года — Бразилию.
По данным журнала Forbes в 2012 году «СНС» заняла 22 позицию среди 200 крупнейших российских непубличных компаний. В 2021 году она заняла 62 позицию в рейтинге Forbes «200 крупнейших частных компаний России» с выручкой 164,6 млрд рублей.
В 2013 году компания получила награду Best office awards 2013.